# هلال بن الأسعر المازني
هلال بن الأسْعَر بن خالد (؟ - ~ 130 هـ/747م) هو شاعر عربي مخضرم شهد العصر الأموي والعصر العباسي الأوَّل. لا يُعرَف الكثير عن تفاصيل حياة هلال، وتاريخ ولادته مجهول، وتعود أصوله وفقاً لبعض الروايات إلى قبيلة بني تميم، ونسبه بناء على تلك الروايات: هلال بن الأسعر بن خالد بن الأرقم بن قسيم بن ناشرة بن سيار بن رزام بن مازن بن مالك بن عمرو بن تميم بن مر، وهذا النسب أورده أبو الفرج الأصفهاني نقلاً عن خالد بن كلثوم. اشتهر هلال بالفروسية والشجاعة والبطش، ويُروى عنه أنَّه عظيم الخلق شديد البأس، وكان شرهًا معروف عنه أنَّه أكول. تنقَّل هلال بين اليمن والعراق، وألقى قصائد وهو في البلدين. عمَّر هلال عمراً طويلا وتُوفِّي قرابة العقد الرابع من القرن الثاني الهجري.
له من القصائد: «ألا ليت المُغِيرةَ كان حيّاً»، «يا رَبْعَ سَلْمَى لقد هيَّجتَ لي طرَبا».